# Xã Webster, Quận Wood, Ohio
Xã Webster (tiếng Anh: Webster Township) là một xã thuộc quận Wood, tiểu bang Ohio, Hoa Kỳ. Năm 2010, dân số của xã này là 1.283 người.